# Modulazione (musica)
Nella teoria musicale, una modulazione è un cambio di tonalità all'interno di un brano. Può essere di due generi:
- modulazione ai toni vicini
- modulazione ai toni lontani

## Modulazione ai toni vicini
I toni vicini sono la relativa minore (o maggiore) e i toni sul IV e il V grado con le relative minori (maggiori). 
Per modulare e giungere quindi in queste nuove tonalità, si possono adottare varie tecniche:
- In un basso, se una nota viene innalzata di semitono cromatico, essa diventa VII grado di una nuova tonalità; quando invece una nota viene abbassata di semitono, essa diventa IV grado (che scende al III) oppure VI (che scende al V) di una tonalità minore.
- In un basso, se una nota alterata per salire (diesis o bequadro) non procede di semitono (cioè, se perde il suo carattere di sensibile), diventa II grado di modo minore; quando invece una nota viene alterata per discendere (bemolle o bequadro) può anche essere VI grado di una nuova tonalità, come detto sopra: essa si delinea dal movimento melodico del basso.
- In un basso se un VI e un VII in successione, non sono seguiti dal I, si trasformano in IV e V di una nuova tonalità.
- In un basso un IV e un VI si trasformano in II (che va al V) se muovono per salti di quarta ascendente o di quinta ascendente.

## Modulazione ai toni lontani
Per toni lontani intendiamo le tonalità che presentano più di un'alterazione differenziale in più o in meno. Ci riferiamo quindi alle tonalità distanti almeno due quinte (ascendenti o discendenti) dal tono di partenza.
I criteri per modulare sono tanti. Ne indichiamo solo alcuni al solo fine di ottenere un unico e completo quadro delle modulazioni.
- 1º criterio: Accordo comune – Come già per le modulazioni ai toni vicini è possibile che un accordo sia comune anche a tonalità lontane. Ad esempio da Do maggiore a Re maggiore abbiamo che la triade di Sol maggiore (V grado di Do) è comune alla tonalità di Re (IV grado).
- 2º criterio: Sostituzione di modo – Abbassando o innalzando la terza nell'accordo di tonica si cambia il modo raggiungendo tonalità con più o meno tre alterazioni.
- 3º criterio: Moto contrario Diatonico-Cromatico – È possibile, a partire da qualsiasi accordo maggiore, raggiungere tonalità molto lontane mediante il cosiddetto moto contrario diatonico-cromatico che consiste:

1. nel muovere il basso per semitono diatonico discendente e le parti superiori dell'accordo per semitono cromatico ascendente.
2. oppure nel muovere il basso per semitono cromatico discendente e le parti superiori dell'accordo per semitono diatonico ascendente.

In entrambi i casi si va direttamente sul IV grado in 2-4-6 (terzo rivolto dell'accordo di settima), ovvero IV che scende al III della nuova tonalità.
Si può anche partire da una tonalità minore. In tal caso però è necessario innalzare la 3ª dell'accordo di tonica minore così da evitare possibili errori. 
Oltre all'accordo sul I anche quello sul V si presta a questo tipo di modulazione. L'accordo che muove per moto contrario diatonico-cromatico non deve mai trovarsi in terza posizione (o posizione di quinta) perché in tal caso gli errori non possono evitarsi. Scegliere qualsiasi altra posizione.
- 4º criterio: Enarmonia dell'accordo di 7ª di dominante – L'accordo di 7ª di prima specie si presta ad essere enarmonizzato: la settima diventa enarmonicamente una sesta aumentata. In tal modo l'accordo cambierà significato e consentirà una modulazione: l'accordo in questione deriva dall'accordo di 9a di terza specie. Una volta collocato l'accordo, il grado diventa VI abbassato che scende al V (se il modo è minore il VI sarà ovviamente minore). Il V prenderà, di preferenza, la cadenza composta consonante.